# Esporte Clube Jacuipense
L'Esporte Clube Jacuipense, noto anche semplicemente come Jacuipense, è una società calcistica brasiliana con sede nella città di Riachão do Jacuípe, nello stato di Bahia.

## Storia
Il club è stato fondato il 21 aprile 1965. Il Jacuipense ha terminato al secondo posto nel Campeonato Baiano Segunda Divisão nel 2012 e vinse la medesima competizione nel 1989.
Nel 2025 ha raggiunto per la prima volta nella sua storia la semifinale del Campionato Baiano.

## Palmarès

### Competizioni statali
- Campeonato Baiano Segunda Divisão: 1

1989

### Altri piazzamenti
- Campeonato Brasileiro Série D:

Promozione: 2019